# ミギンゴ島
ミギンゴ島（ミギンゴとう）は、アフリカ大陸で最大の湖のビクトリア湖内に存在する島である。ビクトリア湖内には、湖に接する国々から複数の国境線が引かれている。それらのうちケニアとウガンダとの国境線に近く、互いに領有権を主張している。

## 産業
ミギンゴ島は、2000 m2 程度の大きさながら、その上にトタン屋根の民家がぎっしりと建ち並び、2020年現在で約800人が住んでいる。したがって、人口密度は約400,000 (人/km2) と極めて高い。また、2020年現在、入居待ちの人は約500人いると言う。島の主産業は水産業であり、島周囲の漁場でナイルパーチの漁獲を行う漁師と仲買人の経済活動で成り立っており、わずかにホテルやバーなどの商業施設が存在する。またケニアの首都ナイロビの平均月収約5万円に対しミギンゴ島での平均月収は約12万円と高い。

## 領有権問題
ミギンゴ島は、ケニアとウガンダの国境線の近くに位置するものの、ケニアが領有してきた。しかし、2000年代に入り、島の周囲が好漁場として注目を浴びると、ウガンダが領有を主張し始めた。双方が役人や治安部隊を送り込んだため、2009年には一触即発の状況となった。その後も緊張状態のまま、両国が領有を主張する状況が続いている。

## テレビ番組
2015年に日本のTBSのテレビ番組『クレイジージャーニー』にて、ミギンゴ島が「世界一危険 島まるごとスラム」として取り上げられた。後に、放送回はDVDに収録され『クレイジージャーニー Vol.3』として発売されている。
2020年に「世界くらべてみたら」にて「世界の驚き村に泊まってみよう！」という企画で取り上げられている。